# Lokomotiva 311.2
Lokomotivy řady 311.2 byly parní lokomotivy Československých státních drah pocházející z let 1858–1876.
Dvě lokomotivy řady 311.2 byly vyrobeny v roce 1858 pro Jihoseveroněmeckou spojovací dráhu v rámci série lokomotiv č. 13–44. Po vytvoření Rakouské severozápadní dráhy obdržely řadu IVa a byly přečíslovány na 101–132. Po rekonstrukci v roce 1893 přešly některé do řady IVb, po zestátnění v roce 1909 všechny obdržely řadu 133.01–12. Po skončení první světové války přešly dva stroje do majetku ČSD, které je označily jako 311.201 a 311.202, jež vydržely v provozu do roku 1927.